# Mill en Sint Hubert
Mill en Sint Hubert ( udtale ?) er en kommune og en by i den sydlige provins Noord-Brabant i Nederlandene. 

## Galleri
- De Millse Maaier af Niek van Leest
- Jernbanemonument til minde om de nederlandske offre af Anden Verdenskrig